# Биберах (район)
Биберах (нем. Biberach) — район в государстве (земле) Баден-Вюртемберг в современной Германии (ФРГ).
Центр (столица) района — город Биберах-на-Рисе. Район входит в государство (землю) Баден-Вюртемберг. Подчинён административному округу Тюбинген. Занимает площадь 1409,82 км². Население — 188 712 человек. Плотность населения — 134 человека/км². Официальный код района — 08 4 26. Административно, район подразделяется на 45 общин (городов, образований).

## Города и общины

### Города (число жителей)
1. Бад-Бухау (4 070)
2. Бад-Шуссенрид (8 477)
3. Биберах-на-Рисе (32 270)
4. Лаупхайм (19 053)
5. Охзенхаузен (8 985)
6. Ридлинген (10 384)

### Общины (число жителей)
1. Ахштеттен (3 931)
2. Аллесхаузен (508)
3. Альманнсвайлер (324)
4. Альтайм (2 304)
5. Аттенвайлер (1 723)
6. Беркхайм (2 682)
7. Бетценвайлер (728)
8. Бургриден (3 563)
9. Деттинген-на-Иллере (2 273)
10. Дюрментинген (2 570)
11. Дюрнау (459)
12. Эберхардцелль (4 038)
13. Эрленмос (1 660)
14. Эрольцхайм (3 094)
15. Эртинген (5 589)
16. Гутенцелль-Хюрбель (1 868)
17. Хохдорф (2 083)
18. Ингольдинген (2 693)
19. Канцах (502)
20. Кирхберг-на-Иллере (1 896)
21. Кирхдорф-на-Иллере (3 610)
22. Лангенеслинген (3 579)
23. Мазельхайм (4 575)
24. Митинген (4 040)
25. Миттельбиберах (3 862)
26. Мосбург (188)
27. Оггельсхаузен (950)
28. Рот-ан-дер-Рот (4 410)
29. Шеммерхофен (7 543)
30. Швенди (6 297)
31. Зеекирх (277)
32. Штайнхаузен-ан-дер-Роттум (1 898)
33. Танхайм (2 369)
34. Тифенбах (514)
35. Уммендорф (4 210)
36. Унлинген (2 449)
37. Уттенвайлер (3 682)
38. Вайн (1 546)
39. Вартаузен (4 761)